# Ty-Grrr
Ty-Grrr je jedan od kasnijih likova u prvoj liniji igračaka Gospodarâ svemira: meteorb koji se pretvara u tigra. Dok je u obliku meteorba, Ty-Grrr liči na žuto jaje s tigrovim prugama. Da bi se pretvorio, obje polovine njegovog oklopa u obliku jajeta moraju se skinuti kako bi se unutrašnje tijelo moglo rasklopiti. Oklop se zatim pričvršćava na tijelo. Akciona figura Ty-Grrra nije imala minijaturni strip.